# Nils Thomas
Nils Marius Thomas (ur. 9 lipca 1889 w Oslo, zm. 13 listopada 1979 tamże) – norweski żeglarz, olimpijczyk, zdobywca srebrnego medalu w regatach na Letnich Igrzyskach Olimpijskich w 1920 roku w Antwerpii.
Na Letnich Igrzyskach Olimpijskich 1920 zdobył srebro w żeglarskiej klasie 8 metrów (formuła 1919). Załogę jachtu Lyn tworzyli również Jens Salvesen, Finn Schiander, Ralph Tschudi i Lauritz Schmidt.